# Barrio de Guzmán
Barrio de Guzmán är en ort i Mexiko.   Den ligger i kommunen Coahuayutla de José María Izazaga och delstaten Guerrero, i den södra delen av landet, 300 km väster om huvudstaden Mexico City. Barrio de Guzmán ligger 301 meter över havet och antalet invånare är 240.
Terrängen runt Barrio de Guzmán är huvudsakligen kuperad, men åt sydväst är den platt. Runt Barrio de Guzmán är det mycket glesbefolkat, med 6 invånare per kvadratkilometer. Närmaste större samhälle är Coahuayutla de Guerrero, 3,4 km väster om Barrio de Guzmán. I omgivningarna runt Barrio de Guzmán växer huvudsakligen savannskog.